# برگ‌خوارواران
 برگ‌خوارواران(نام علمی: Chrysomeloidea) نام یک بالاخانواده از فروراسته سوسک‌های گیاه‌خوار است.